# Obando, Filippinerna
För andra betydelser, se Obando.
Obando (Bayan ng Obando) är en kommun i Filippinerna. Kommunen ligger på ön Luzon, och tillhör provinsen Bulacan. Folkmängden uppgår till 52 906 invånare.
Obando är indelat i 11 barangayer.

## Bildgalleri

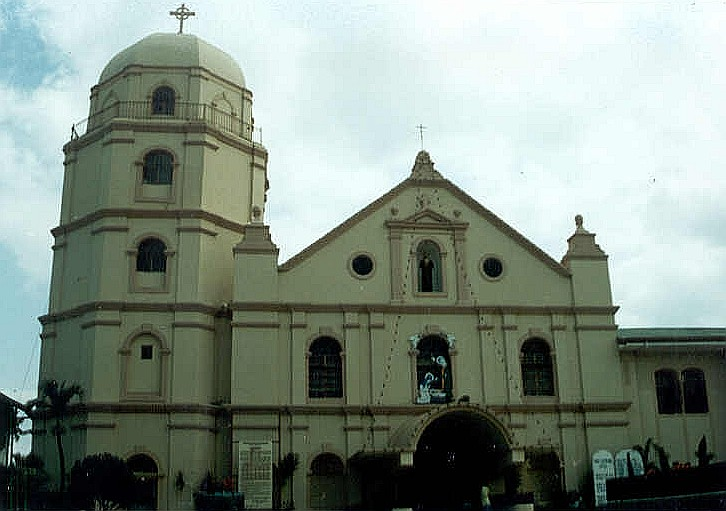